# حمام جوزم
حمام جوزم مربوط به دوره قاجار است و در شهرستان شهربابک، بخش دهج، دهستان جوزم، خیابان امام، کوچه مسجد جامع واقع شده و این اثر در تاریخ ۷ اسفند ۱۳۸۶ با شمارهٔ ثبت ۲۱۴۶۲ به‌عنوان یکی از آثار ملی ایران به ثبت رسیده است.